# Обершёнау
Обершёнау (нем. Oberschönau) — община в Германии, в земле Тюрингия. 
Входит в состав района Шмалькальден-Майнинген. Подчиняется управлению Хазельгрунд.  Население составляет 844 человека (на 31 декабря 2010 года). Занимает площадь 16,11 км².